# Werner Otto von Hentig

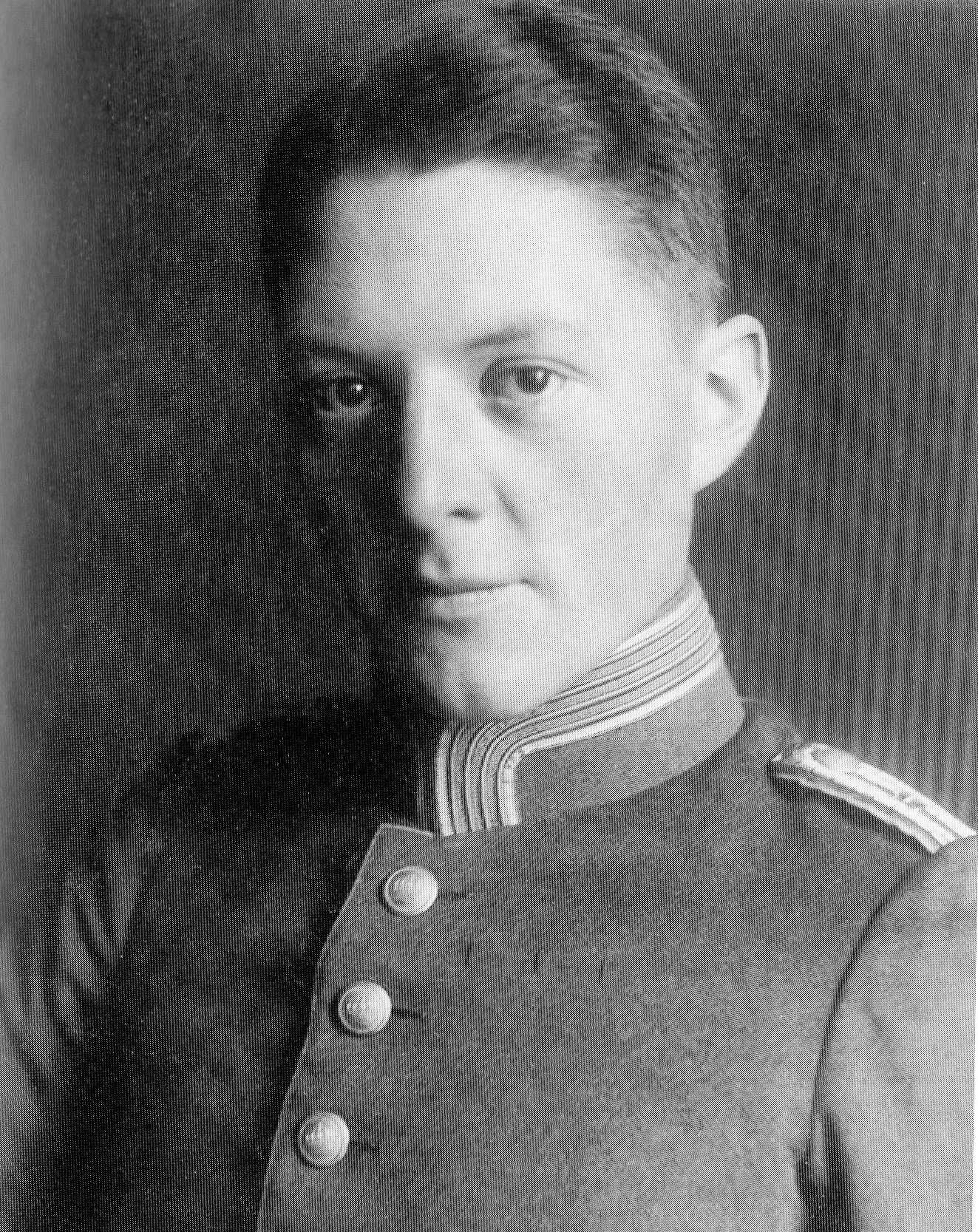
Werner Otto von Hentig

Werner Otto von Hentig (* 22. Mai 1886 in Berlin; † 8. August 1984 in Lindesnes, Norwegen) war ein deutscher Diplomat.

## Biographie

### Familie, Jugend und Ausbildung
Werner Otto von Hentig war Sohn des protestantischen und 1901 nobilitierten Staatsministers Otto von Hentig und dessen Frau Marie Dankberg. Seine jüngeren Brüder waren der spätere Kriminalpsychologe Hans von Hentig und der Wirtschaftsfunktionär Wolfgang von Hentig. Hentig war in erster Ehe seit 1923 mit Natalie von Kügelgen verheiratet. Aus dieser Ehe gingen ein Sohn und eine Tochter hervor. Ab 1929 war er mit Luise von Mach verheiratet, mit der er zwei Söhne und eine Tochter hatte. Er besuchte das Joachimsthalsche Gymnasium und studierte in Grenoble, Königsberg, Berlin und Bonn Rechtswissenschaften. 1909 wurde er zum Dr. jur. et rer. pol. promoviert und trat in den preußischen Justizdienst ein, 1911 wurde er in den diplomatischen Dienst einberufen.

### 1911–1945
Im Dezember 1911 wurde von Hentig als Attaché nach Peking entsandt. Es folgten Konstantinopel und Teheran.
Hentig nahm an der Winterschlacht in Masuren teil und wurde danach mit der sog. Niedermayer-Hentig-Expedition von 1915 bis 1917 als Legationsrat nach Afghanistan entsandt, um indische Fürsten im afghanisch-indischen Grenzgebiet zum Aufstand gegen die britische Herrschaft zu bewegen. Diese Reise führte ihn von Konstantinopel über Persien, Afghanistan bis an Chinas Ostküste.
Nach seiner Rückkehr wurde von Hentig als Pressechef an die deutsche Botschaft in Konstantinopel berufen. 1920 trat von Hentig aus dem Reichsdienst aus, engagierte sich für die „Nansen-Stiftung“ zur Rettung deutscher Kriegsgefangener aus Sibirien, wurde dann 1921 erneut Geschäftsträger des Reiches zunächst in Estland, dann auf dem Balkan in Sofia und schließlich in Posen (ab 1924 als Generalkonsul ebendort). In den zwanziger Jahren wurde er in der deutschen Jugendbewegung aktiv.
In den dreißiger Jahren vertrat von Hentig das Deutsche Reich als Generalkonsul in San Francisco und Bogotá, wo 1935 ein Attentat auf ihn verübt wurde. 1937–1939 leitete er die Orientabteilung des Auswärtigen Amts in Berlin.
Als Vertreter des Auswärtigen Amts (VAA) beim Oberkommando der 11. Armee war Werner Otto von Hentig zwischen 1941 und 1942 Berichterstatter vom Kriegsschauplatz Krim. Er berichtete im Sommer 1942 von der Aufdeckung von meist wohl jüdischen Massengräbern auf der Krim und kritisierte als einziger VAA die Ermordung Hunderttausender Juden im Einsatzgebiet. Zu seinen Aufgaben gehörte später die Betreuung von Mohammed Amin al-Husseini, dem Mufti von Jerusalem, den er am 6. April 1945 von Berlin nach Salzburg zu Gustav Scheel begleitete, um ihm erfolgreich zur Flucht aus dem besiegten Deutschland zu verhelfen.

### Nachkriegszeit
Von August 1945 bis Juli 1946 war von Hentig in alliierter Internierung, von Oktober 1946 bis Dezember 1949 wurde er von der Evangelischen Kirche in Deutschland als Referent für internationale Angelegenheiten beschäftigt.
1952/53 war von Hentig Botschafter der Bundesrepublik Deutschland in Indonesien. Während dieser Zeit machte er wiederholt Station in Ägypten, um sich dort mit Mohammed Amin al-Husseini und Vertretern der Arabischen Liga zu treffen.
Von Hentig war ein scharfer Gegner des im September 1952 unterzeichneten Luxemburger Abkommens. Im gleichen Monat sandte er ein Schreiben an den ägyptischen Gesandten in Jakarta, um die arabischen Proteste gegen das Luxemburger Abkommen zu unterstützen. Eckart Conze et al. resümieren: „Darin forderte Hentig die arabischen Staaten auf, mit ihren Protesten gegen die Bonner Wiedergutmachungspolitik fortzufahren, um die ohnehin schwache Position der Adenauer-Regierung weiter zu untergraben.“
Nach seinem Ausscheiden aus dem Auswärtigen Dienst war von Hentig für ca. 2 Jahre persönlicher Berater des saudi-arabischen Königshauses.
1961 beteiligte er sich gemeinsam mit Wolf Schenke, Hermann Schwann, Bogislaw von Bonin und Theodor Kögler (KPD, SAP) an der Gründung einer neutralistischen Vereinigung Deutsche Nationalversammlung (VDNV).
Der Pädagoge und Publizist Hartmut von Hentig ist sein Sohn.

## Auszeichnungen
- Eisernes Kreuz erster Klasse[5]

## Schriften
- Zeugnisse und Selbstzeugnisse. Langewiesche-Brandt, Ebenhausen bei München 1971, ISBN 3-7846-0058-1
- Von Kabul nach Shanghai, Libelle, Konstanz 2003
- Mein Leben, eine Dienstreise, Vandenhoeck & Ruprecht, Göttingen 1962
- Meine Diplomatenfahrt ins verschlossene Land, Ullstein-Kriegsbücher 1918